# Julie Zenatti

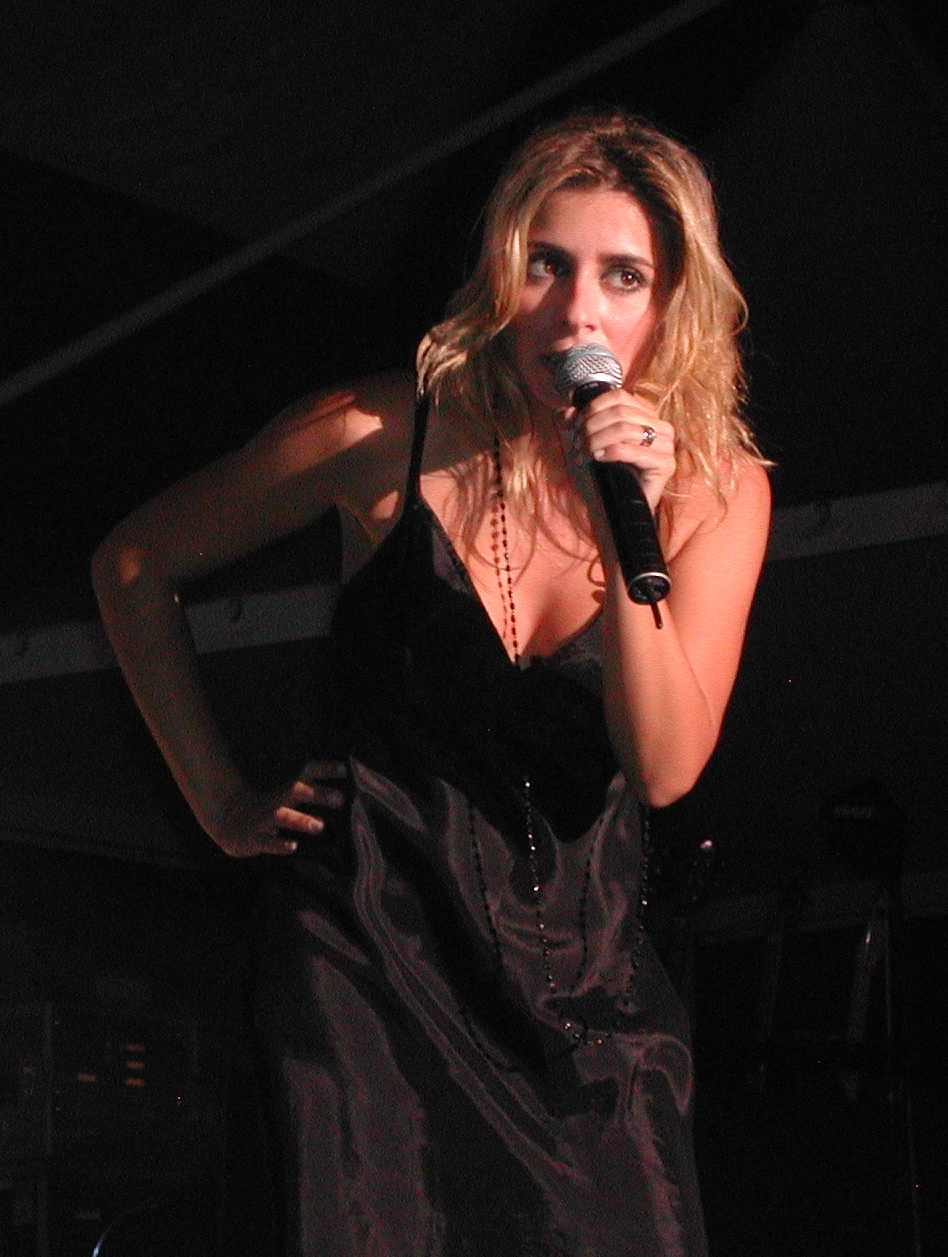
Julie Zenatti

Julie Zenatti är en fransk sångerska född den 5 februari 1981 i Paris, Ile-de-France, Frankrike.

## Album
- 2004 Comme vous...

1. Je voudrais que tu me consoles,
2. L'âge que j'ai,
3. Le sort du monde,
4. A quoi ça sert,
5. Couvre moi,
6. On efface,
7. Dans ces villes,
8. Rendez moi le silence,
9. L'amour s'en fout,
10. Prends soin de moi,
11. Lis dans mes pensées,
12. Des nouvelles,
13. Comme vous,
14. Mon amour

- 2002 Dans les yeux d'un autre

1. La vie fait ce qu'elle veut
2. Ma vie et la tienne
3. J'en doute
4. Si bas
5. Inconsolable
6. Dans les yeux d'un autre
7. C'est du vent
8. Je glisse
9. Des lunes
10. Une femme qui sommeille
11. Mon voisin
12. T'emmener en amour
13. C'est moi qui sonne
14. Ensemble
15. Le goût des pommes

- 2000 Fragile

1. Why
2. Si je m'en sors
3. Tout s'en va
4. La vérité m'attire
5. Ce qu'il me reste de toi
6. Eldorado
7. Pour y croire encore
8. Entre nous
9. Fragile
10. Le couloir de la vie
11. Toutes les douleurs
12. Si je m'en sors (remix)